# Податковий аудит
Податковий аудит — це незалежна перевірка податкового обліку.
Такий аудит проводять, щоб розуміти, чи правильно нараховуються та сплачуються податки на підприємстві, а також як можна оптимізувати існуючу систему оподаткування. Податковий аудит є важливим інструментом, який забезпечує зниження податкових витрат, дозволяє підготуватися до обов'язкової податкової перевірки державних органів, мінімізувати податкові ризики й потенційні санкції за порушення податкового законодавства, тому має істотний вплив на загальний фінансовий стан підприємства.
Об'єкти податкового аудиту — документи бухгалтерського обліку та звітності, декларації і розрахунки зі сплати податків, зборів (обов'язкових платежів), інші документи фінансово-господарської діяльності, активи суб'єкта господарювання, його технологічні процеси тощо.
Суб'єкти податкового аудиту — платники податків, зборів (обов'язкових платежів) до бюджетів усіх рівнів та державних цільових фондів, посадові особи контролюючих органів, уповноважених на проведення податкового аудиту.
Предмет податкового аудиту — перевірка даних бухгалтерського обліку та показників фінансової звітності.
Методи податкового аудиту необхідно розуміти як способи дослідження аудитором (із застосуванням статистичної, обліково-звітної, нормативної документації, організаційної, комп'ютерної техніки, інструментів та інших засобів інформації) об'єктів податкового аудиту, збору, обробки й акумулювання фактичних даних, що відображають законність джерел та обсяги доходів, витрат платника податків, нарахування і сплати податків, зборів (обов'язкових платежів).
Податковий аудитор — це посадова особа контролюючого органу, уповноважена ним на проведення податкового аудиту.

### Тлумачення терміна
У науковій літературі аудит прийнято класифікувати за різними ознаками. Так, за об'єктом вивчення виділяють аудит на відповідність, який призначений для виявлення дотримання підприємством певних правил, норм, законів, договірних зобов'язань, які впливають на результати операції або звіти. Окремі науковці вважають, що податковий аудит є різновидом аудиту на відповідність. На сучасному етапі фахівці в сфері обліку та контролю часто застосовують на практиці термін «податковий аудит» у різних аспектах. Органи податкової, митної служби тлумачать термін як складову державного фінансового контролю. Аудитори та аудиторські фірми — як складову незалежного фінансового контролю. На практиці це означає перевірку дотримання вимог податкового законодавства стосовно нарахування та сплати податків та зборів.
На думку окремих вчених податковий аудит — це процесуальні дії контролюючих органів щодо контролю за правильністю обчислення, своєчасністю і повнотою сплати податків, зборів та інших обов'язкових платежів, а також дотримання законності операцій, пов'язаних з одержанням доходів і здійсненням розрахунків.